# Jellhaugen

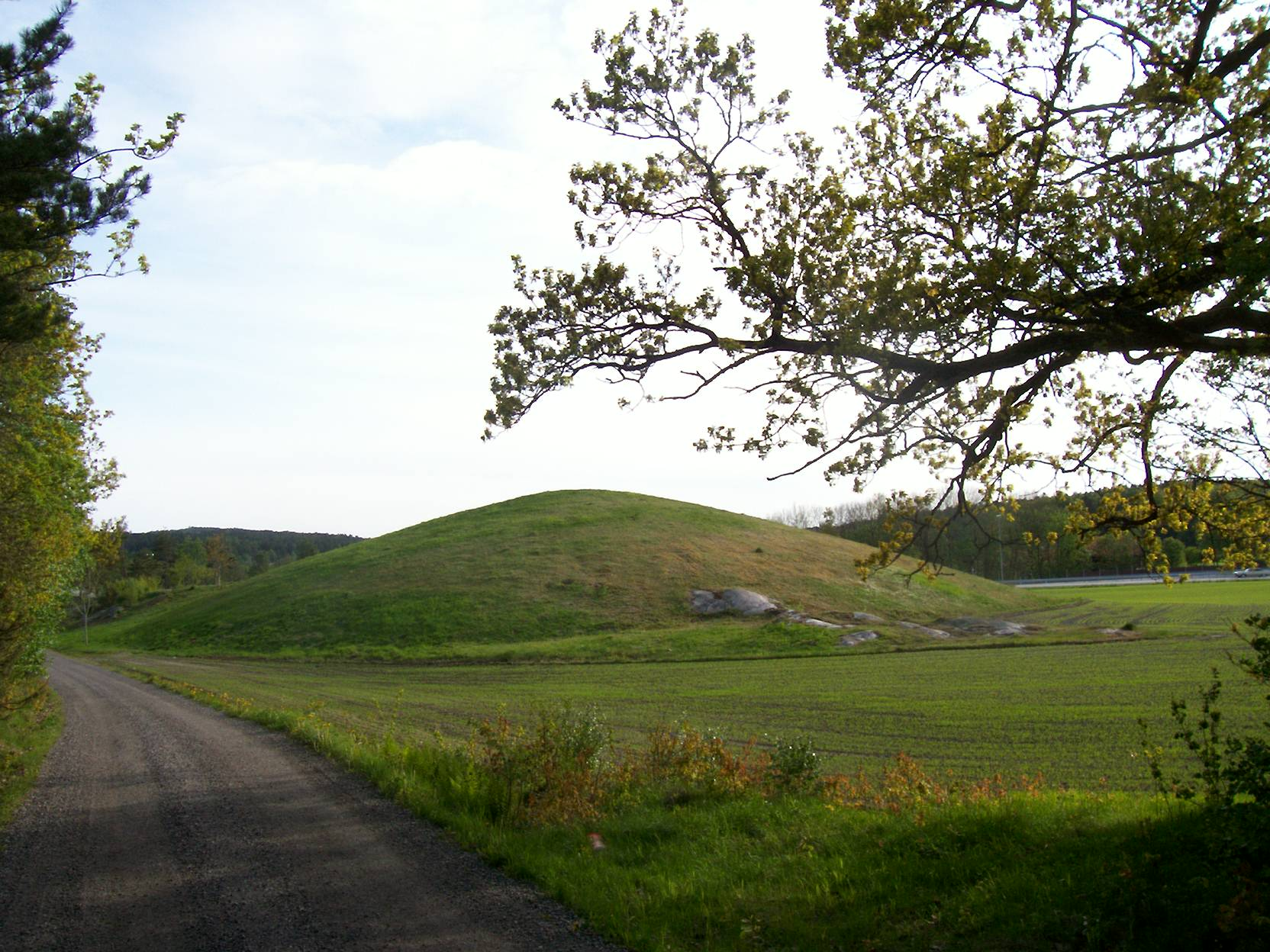
Jellhaugen

Der Jellhaugen ist ein großer Grabhügel im Weiler Gjellestad, östlich der E6, sechs Kilometer nördlich vom Svinesund in der Gemeinde Halden, im norwegischen Fylke Østfold, nahe der Grenze zu Schweden.
Der Grabhügel ist neun Meter hoch und hat einen ovalen Grundriss von etwa 85,0 auf 70,0 Metern, was ihn neben dem Raknehaugen bei Jessheim zum nördlichsten der „großen Grabhügel“ Skandinaviens macht. Der Hügel dominiert das flache Umland.
Nach der lokalen Überlieferung soll der Hügel über einem König Jell und seinem Schiff errichtet worden sein. Der Jellhaugen ist nicht vollständig archäologisch untersucht, aber in den Jahren 1968/69 grub der Archäologe Erling Johansen (1919–2000) einen Suchgraben zur Mitte des Hügels. Hier fand er einen Steinkern und Spuren einer Brandbestattung sowie Bernstein. Die Untersuchung ergab, dass der Hügel aus Grassoden besteht. Johansen schätzte das Volumen auf etwa 20.000 Kubikmeter und die Errichtung auf 100 Mannjahre, was als Mindestschätzung gilt. Das Grab datiert nach der C14-Datierung zwischen 426 und 598 n. Chr. in die nordische Eisenzeit. Johansen fand Spuren einer Grabplünderung, die er auf 692–896 n. Chr. datieren konnte. Es ist somit kein Hügel der Wikingerzeit (800–1050 n. Chr.), und er enthält kein Schiffsgrab.
Die Radarbilder des Hügels mit den Spuren des Gjellestad-Schiffes zeigen oben etwa 40 cm Erde und darunter einen langen Abdruck des unteren Teils des Schiffes. Der Umriss des Schiffes ist etwa 20 Meter lang und liegt mittig in einem Schiffsgraben. Einschließlich des Bugs, der wahrscheinlich verschwand, als ein Bauer den Hügel anpflügte, war das Gjellestad-Schiff 23,0 bis 24,0 Meter lang. Es ist ungewiss, ob Holz des Schiffs erhalten geblieben ist, aber die Bilder deuten darauf hin, dass der Kiel und einige Teile am Boden nicht verrotteten. Die Form des Rumpfes kann wahrscheinlich rekonstruiert werden, indem die verbleibenden Metallnägel sorgfältig ausgegraben und kartiert werden. Das Schiff scheint ein zum Rudern gebautes Langschiff zu sein, hat aber möglicherweise Segel getragen. Das Gjellestad-Schiff erinnert an das 19,0 Meter lange Tune-Schiff. Unklar ist, ob der Hügel geplündert wurde oder Reste der Grabbeigaben enthält, die mit dem Schiff und einem oder mehreren Toten eingebracht wurden. Ein kleiner Teil des Kiels wurde 2019 ausgegraben. Er wurde auf den Beginn der Wikingerzeit datiert – um das Jahr 793.
2018 wurden in unmittelbarer Nähe des Jellhaugen mittels Bodenradar-Untersuchungen die Reste weiterer früherer Grabhügel und mehrerer Langhäuser entdeckt. In einem früheren Grabhügel wurden die Überreste des etwa 20 m langen Gjellestad-Schiffes entdeckt, die knapp unter der Erdoberfläche liegen. Das Ensemble wird als eisenzeitlicher Zentralort gedeutet, der sowohl als Grabstätte als auch als Kultplatz diente.